# کلیسای حضرت لوقا
کلیسای حضرت لوقا یک  کلیسای انگلین از اسقق نشین ایران واقع در خیابان عباس‌آباد و در کنار بیمارستان عیسی بن مریم در شهر اصفهان واقع می‌باشد.

## تاریخچه
سرگذشت کلیسای حضرت لوقای اصفهان (عباس‌آباد)

### انجمن فرستادگان کلیسایی
مسیحیت از ۴۰۰ سال پیش از اسلام به ایران راه یافت. در سال ۹۸۴ خورشیدی شاه عباس دوازده هزار ارمنی را به ایران کوچاند. در ۱۱۷۸ خورشیدی در لندن یک انجمن نیکوکاری به نام فرستادگان (میسیونرها یا مُرسلین) یا  جامعه هیئت‌های تبلیغی کلیسا با یاری مردم انگلیس بنیادگذاری شد تا در کشورهای واپس‌مانده آموزشگاه، درمانگاه، بیمارستان، و کلیسا بسازند. تاکنون بیش از ۶۰۰۰ مدرسه و ۴۶ بیمارستان مسیونری مسیحی به دست این گروه ساخته شده است.
در این راه مردم هلند، سوئیس و سوئد نیز به یاریشان شتافتند. آنان در کشورهای دیگری همچون عراق، لبنان، فلسطین، اسرائیل، سودان، مصر و شهرهای یزد، شیراز، کرمان، تهران… دست به برپایی مجوعه‌های کالج کلیسا کلینیک زدند تا به شیوه‌ای همه‌سودرسان و آبرومند دلها را برای آیین مسیح پذیرا سازند.
انجمن مسیحی شماری کلیسا کلینیک دیگر نیز برپا کرد.  کلیسای شمعون غیور
  و بیمارستان مرسلین در شیراز، کلیسایی در یزد، توما در تهران، بیمارستان مرسلین در یزد، کلیسایی در کرمان، و یک مجموعه کالج کلیسا کلینیک در شهر اصفهان ساخته شد. از این میان در اسپهان بیش از دیگر شهرها کارشان گل کرد و مردم همراهشان شدند تا در گوشه گوشهٔ شهر کاشته‌های آن‌ها یکی پس از دیگری به بار نشیند. چیزی نگذشت که مدرسه گارلند جویباره (۱۲۶۸ خورشیدی)، مدرسه اسقف (کالج اصفهان یا همان دبیرستان ادب، در بین سالهای ۱۲۴۰و ۱۲۴۹ خورشیدی)، دبیرستان دخترانه دوشیزگان یا منیریه دوشیزگان (یا اسقف استیلمن مموریال کالج یا همان بهشت آئین امروزی به دست بانو نوراس آیدین)، کودکستان و دبستان رحمت آئین (به دست بانو آیزِک)، آموزشگاه نابینایان پسرانه نورآئین، آموزشگاه نابینایان دخترانه کریستوفل (به دست ارنست کریستوفل بنیادگذار آموزشگاه‌های نابینایان و خنیاگری (موسیقی) نابینایان در ایران)، بیمارستان مسیحی (۱۲۸۲خ)، کلیسای لوقا (۱۲۸۸)، آموزشگاه پرستاری، آموزشگاه کارآموزی کشاورزی، مرغداری، و گاوداری برای نابینایان، مدرسه کار (هنرستان انقلاب اسلامی امروزی در خیابان کاوه)، کتابفروشی گلستان، گاهنامهٔ حضور، زمین فوتبال، خوابگاه دختران (اهدایی میس آیزِک)، و هتل ایران‌تور (به سرپرستی ژان مک‌داول) در سایه‌سار این بوم سر برآوردند.
شاید بودن ارامنه در اسپهان Espahan به بخت‌یار شدن این جنبش فرهنگی کمک شایانی نموده باشد. در سال ۱۲۰۸ خ یک گروه از فرستادگان آمریکایی به ارومیه آمد تا کیش مسیح را گسترش دهد. در۱۲۴۰ کشیش رابرت بروس نیز از انگلیس به اسپهان پای گذاشت که راهی هندوستان گردد ولی در اسپهان ماندگار شد تا به یاری گرسنگان خشکسالی سال بشتابد. او به گوشه و کنار جهان نامه‌نگاری کرد و پول و خوراک برای درماندگان اسپهان گردآوری نمود. رابرت بروس در آن زمان بیش از هفت هزار لیره استرلینگ را به سوی مردم قحطی زده سرازیر نمود و هزاران ایرانی را از مرگ رهاند. بروس ناصرالدین شاه را در انگلستان آنچنان پخت که او آزادی مذهب را در ایران جا بیندازد و در در سال ۱۲۵۸ خ کشیش هُرنِلی که یک پزشک اسکاتلندی بود را رهسپار اسپهان کند. او انجمن مسیونرها را در اسپهان پایه‌ریزی نمود و در کلیسای حضرت پولس که بروس آن را در کوی سنگتراشها ساخته بود به گسترش آیین مسیح پرداخت.
این کلیسا در حال حاضر یکی از چهار کلیسای فعال انگلیکان در ایران است، سایر کلیساها عبارتند از کلیسای سنت پل [fa] در تهران،  کلیسای سنت سیمون زیلوت در شیراز و کلیسای سنت پل در جلفا جدید.